# کسپر دولبرگ
کاسپر دولبرگ راسموسن (دانمارکی: Kasper Dolberg Rasmussen؛ زادهٔ ۶ اکتبر ۱۹۹۷) بازیکن فوتبال اهل دانمارک است که به طور قرضی برای سویا بازی می‌کند.
وی همچنین در تیم ملی فوتبال دانمارک بازی کرده‌است.